# Wilhelminastraat (Emmen)
De Wilhelminastraat in Emmen is een straat vernoemd naar Wilhelmina der Nederlanden. De straat begint in het verlengde van de Hoofdstraat ter hoogte van het voormalige kantoor van de Rabobank en loopt in zuidelijke richting tot aan het kruispunt Wilhelminastraat - Dordsestraat - Noordbargerstraat - Ermerweg. De straat kruist de Van Schaikweg en heeft als zijstraten onder andere de Kapelstraat en de Kerkhoflaan. De straat loopt deels langs het winkelcentrum De Weiert; meer naar het zuiden zijn ook winkels, wat horeca, kantoren en woonhuizen te vinden.

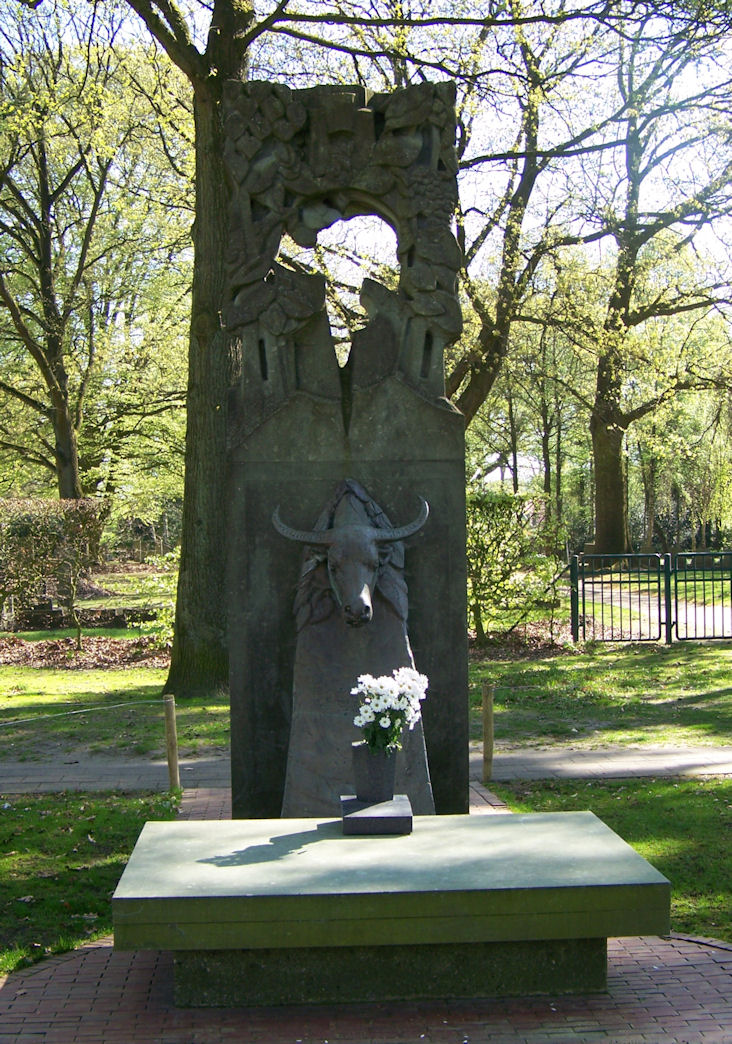
Indiëmonument bij het oude kerkhof

Aan de straat liggen het oude kerkhof (dat niet meer als zodanig in gebruik is, maar fungeert als park) en een voormalige kerk, de Zuiderkerk.

## Geschiedenis
De straat bestond in het begin van de negentiende eeuw al als onverharde weg. In de jaren zeventig van die eeuw werd de weg verhard tot macadamweg. Vanwege de korrelige structuur van de verharding kreeg de weg in de volksmond de naam De Grind of De Grint. Na de officiële troonsbestijging van koningin Wilhelmina in 1898 doopten de bewoners de weg om tot Wilhelminalaan.
In 1907 werd de macadambestrating vervangen door klinkers. Vanaf 1909 liep de tramlijn tussen Erm en Ter Apel over de Wilhelminalaan.
Op 8 april 1925 gaf de gemeenteraad de straat haar definitieve naam: Wilhelminastraat. Tussen 1942 en 1945 droeg de straat op last van de Duitse bezetter weer de oude naam De Grint.
De tramlijn werd in 1947 opgebroken. In 2012 is de straat compleet gereconstrueerd, waarbij de trottoirs zijn verbreed, maar een fietspad moest sneuvelen.

## Bron
- De Wilhelminastraat op de website van Historisch Emmen (gearchiveerd)